# الکنائس، حماة
الکنائس (به عربی: الکنائس) یک روستا در سوریه است که در ناحیه سلحب واقع شده‌است. الکنائس ۴۸۱ نفر جمعیت دارد.